# 가네시마역
가네시마역(일본어: 金島駅)은 일본 후쿠오카현 구루메시에 위치한 서일본 철도 아마기 선의 역이다.

## 역사
- 1921년 12월 8일: 미쓰이 전기궤도의 역으로 영업 개시.
- 1924년 6월 30일: 회사의 합병으로 본 회사의 역이 됨.
- 1942년
  - 9월 19일: 규슈 전기궤도에 합병되어 본 회사의 역이 됨.
  - 9월 22일: 규슈 전기궤도가 서일본 철도로 회사명 변경.
- 1964년: 역사 개축.
- 2008년 5월 18일: IC카드 nimoca 공용 개시.
- 2017년 2월 1일: 역 번호 도입.

## 역 구조
섬식 승강장 1면 2선의 지상역이다. 아마기 방면 승강장에서 구루메 방향에는 측선이 있고 보수 차량 유치에 사용되고 있다. 역 창구 영업 시간은 오전이 6:30 ~ 11:00시까지, 오후는 16:00 ~ 22:00시까지이다.

## 역 주변
역사와 반대쪽에 역전 광장이 있고 상점은 적다.
매년 8월 마지막 일요일에 개최되는 "타누시마루 불꽃 대회"의 근처역으로, 도보로 약 20분 거리에 위치한다.
- 가네시마 보육원
- 구루메 가네시마 초등학교
- 가네시마 우체국
- 쿠마시로 병원

## 인접역
| 서일본 철도 ■ 아마기 선 | 서일본 철도 ■ 아마기 선 | 서일본 철도 ■ 아마기 선 |
| ----------------------- | ----------------------- | ----------------------- |
| A07 오키 미야노진 방면  |                         | 오제키 A05 아마기 방면  |